# Dimitar Popov
Dimitar Iliev Popov (en búlgaro: Димитър Попов; Kula, 26 de junio de 1927-5 de diciembre de 2015) fue un político y abogado búlgaro, candidato a las elecciones de 1992 y líder del Partido Nacional Democrático Búlgaro.

## Actividades profesionales
Educado en la Universidad de Sofía, donde se graduó como abogado. Trabajó brevemente como minero (1953-1955) y luego como asesor jurídico. Juez del Tribunal Municipal de Sofía (1972-1990). Por su imparcialidad en el Poder Judicial le escogieron para dirigir un gabinete de transición.

## Actividades políticas
Primer ministro de Bulgaria (1990-1991), le correspondió dirigir un gobierno de consenso nacional, con el apoyo de su colectividad, el Partido Nacional Democrático Búlgaro y con la participación de la mayoría de los partidos políticos, tras un período de huelgas que derribaron el gobierno anterior.
En las elecciones presidenciales de 1992 fue candidato a la presidencia, sin éxito, ya que logró solo 32.606 votos, correspondientes al 0,64% de los sufragios.